# Cirrochroa laudabilis
Cirrochroa laudabilis är en fjärilsart som beskrevs av Hans Fruhstorfer 1900. Cirrochroa laudabilis ingår i släktet Cirrochroa och familjen praktfjärilar. Inga underarter finns listade i Catalogue of Life.